# Everardus Antonius M. Baaij
Everardus Antonius M. Baaij SCI (* 24. März 1921 in Rotterdam; † 31. Januar 2012 in Port Elizabeth) war ein niederländischer Ordensgeistlicher, Missionar und römisch-katholischer Bischof von Aliwal North.

## Leben
Everardus Antonius M. Baaij trat der Ordensgemeinschaft der Dehonianer bei und empfing am 20. Juli 1947 die Priesterweihe. Er war zunächst in Kanada und den USA tätig, bevor er nach Südafrika kam.
Papst Paul VI. ernannte ihn am 17. Dezember 1973 zum Bischof des Bistums Aliwal. Der Erzbischof von Dakar Joseph Patrick Fitzgerald OMI weihte ihn am 23. Mai desselben Jahres zum Bischof; Mitkonsekratoren waren Johannes Baptist Lück SCI, Altbischof von Aliwal, und Joseph Anthony De Palma SCI, Bischof des Bistums De Aar. Sein Wahlspruch war Veni Creator.
Am 30. Oktober 1981 nahm Papst Johannes Paul II. sein gesundheitsbedingtes Rücktrittsgesuch an.